# Seznam poslanců Českého zemského sněmu (1908–1913)
Toto je seznam poslanců Českého zemského sněmu ve volebním období 1908–1913. Zahrnuje všechny členy Českého zemského sněmu ve funkčním období od zemských voleb roku 1908 až do rozpuštění sněmu Anenskými patenty roku 1913.
| [ 25 ] |

|  | [ 24 ] |

## Vysvětlivky
- č. agrárník – Českoslovanská agrární strana
- č. katol. nár. – český katolický politický tábor
- č. realista – realistická strana (oficiálně Česká strana lidová)
- konz. velkostatkář – Strana konzervativního velkostatku
- mladočech – mladočeská strana (oficiálně Národní strana svobodomyslná)
- něm. agrárník – Německá agrární strana
- něm. kř.-soc. – Křesťansko-sociální strana
- něm. liberál – Pokroková strana
- něm. nacionál – Německá lidová strana
- něm. radikál – Německá radikální strana
- spoj. č. státopráv. str. – spojené české státoprávní strany, aliance České strany národně sociální, České strany radikálně pokrokové, České strany radikální (státoprávní)
- staročech – staročeská strana (oficiálně Národní strana)
- ústavověr. velkostatkář – Strana ústavověrného velkostatku
- všeněmec – Všeněmecké sjednocení